# Klatovec
Klatovec település Csehországban, a Jihlavai járásban. Klatovec Mrákotín, Studená, Kaliště és Panské Dubenky településekkel határos. Lakosainak száma 75 fő (2024. január 1.).

## Népesség
A település lakosságának változását az alábbi diagram mutatja:
| Lakosok száma | 253  | 258  | 280  | 187  | 118  | 70   | 72   | 76   | 71   | 75   |
|               | 1869 | 1900 | 1921 | 1961 | 1980 | 2011 | 2016 | 2019 | 2021 | 2024 |